# Contarinia variabilis
Contarinia variabilis är en tvåvingeart som beskrevs av Rubsaamen 1917. Contarinia variabilis ingår i släktet Contarinia och familjen gallmyggor.
Artens utbredningsområde är Tyskland. Inga underarter finns listade i Catalogue of Life.